# Elisabeth Gneißl
Elisabeth Gneißl (* 8. Jänner 1983 in Vöcklabruck) ist eine österreichische Politikerin, Radiologietechnologin und Bäuerin.

## Leben und Wirken
Elisabeth Gneißl wurde am 8. Jänner 1983 als Tochter von Wolfgang und Elisabeth Gneißl in Vöcklabruck in Oberösterreich geboren. Sie besuchte die Volks- und die Hauptschule in Frankenburg und danach die Höhere Bundeslehranstalt in Ried im Innkreis. Von 1999 bis 2002 absolvierte sie eine Lehre zur Molkereifachfrau bei der Firma Gmundner Milch und schloss diese mit der Berufsreifeprüfung ab. Von 2007 bis 2015 arbeitete sie als Radiologietechnologin am Salzkammergutklinikum Vöcklabruck. Dort ließ sie sich 2015 karenzieren und arbeitet seither als Bäuerin.
Sie ist Mutter von zwei Töchtern.

## Politik
Ihre politische Laufbahn begann sie bei der Landjugend Oberösterreich, von 2012 bis 2015 war sie Landjugend Bundesleiterin. Im Jahr 2015 wurde sie ÖVP-Gemeinderätin in Frankenburg, 2019 Gemeindeparteiobfrau und 2020 Bezirksbäuerin-Stellvertreterin von Vöcklabruck und Bauernbund-Bezirksobfrau-Stellvertreterin von Vöcklabruck. Am 23. Oktober 2021 entsandte sie die ÖVP in die XXIX. Periode des Oberösterreichischen Landtags. Sie ist dort Mitglied im Immunitäts- und Unvereinbarkeitsausschuss, im Ausschuss für besondere Verwaltungsangelegenheiten, im Ausschuss für Gesundheit und Soziales und im Ausschuss für Gesellschaft. Seit 4. November 2021 ist sie Vizebürgermeisterin von Frankenburg.